# Er-rissani
Er-rissani  (in arabo الريصاني‎?) è un centro abitato e comune rurale del Marocco situato nella provincia di Errachidia, regione di Drâa-Tafilalet. Conta una popolazione di 5 010 abitanti (censimento 2014).